# Bando (facción)
Bando, (tal vez del gótico bandwō, signo, bandera, señal ) etimológicamente  expresa la actividad, es sinónimo de acción, pero dentro del ámbito de la política alude de un modo concreto a una actividad colectiva que, generada en el seno de la sociedad política, atiende al provecho particular.